# 9 Zapasowy Pułk Piechoty
9 zapasowy pułk piechoty – zapasowy oddział piechoty ludowego Wojska Polskiego.
Rozkazem NDWP nr 31 z 20 września 1944 nakazano sformować w Lublinie 9 zpp o etacie nr 04/188. W lutym 1945 przeniesiono jednostkę na Majdanek, a w kwietniu 1945 do Olsztyna. Ze składu pułku wydzielono 1 batalion strzelecki, który pozostał do dyspozycji dowódcy Lubelskiego Okręgu Wojskowego.
Na podstawie rozkazu NDWP nr 00135/org. z 3 września 1945 rozformowano pułk. Jego kadra została wykorzystana przy organizacji 50 pułku piechoty.

## Żołnierze pułku
- Henryk Antoszkiewicz
- Bronisław Gawrecki
- Wacław Sikorski